# Каменец-Подольский кабельный завод
Каменец-Подольский кабельный завод (укр. Кам'янець-Подільський кабельний завод) — промышленное предприятие в Каменце-Подольском.
Входит в объединение «Укрэлектрокабель», объединяющее производителей кабельно-проводниковой продукции Украины.

## История

### 1961—1991
Завод был построен в соответствии с решением Винницкого совнархоза от 19 декабря 1960 года и введён в эксплуатацию в 1961 году. Включал в себя два основных производственных цеха: крутильно-волочильный и изоляционный. Первой продукцией предприятия стали установочные и осветительные провода в пластмассовой изоляции, а также неизолированные алюминиевые провода для воздушных линий электропередач.
В 1962 году завод освоил производство одножильного алюминиевого провода в виниловой изоляции.
В 1968—1975 гг. завод был реконструирован и значительно расширен (в результате, объем производства продукции в 1970—1978 гг. был увеличен в четыре раза).
25 октября 1976 года на пленуме ЦК КПСС Л. И. Брежнев отметил Каменец-Подольский кабельный завод как одно из самых успешных предприятий электротехнической промышленности СССР, 79 % продукции которого выпускалось с Государственным знаком качества.
На этом предприятии впервые в СССР были внедрены некоторые новейшие технологические процессы, в частности — производство штекерных соединений с гальванообработкой на полуавтоматических линиях и изготовление проводов высокого напряжения со свойствами преодолевать радиотелевизионные помехи.
По состоянию на начало 1980 года завод специализировался на производстве автотракторных проводов низкого и высокого напряжения, комплексов автомобильных проводов для Волжского автомобильного завода и всех автотракторных предприятий Украинской ССР.
В 1970е — 1980е годы завод входил в число ведущих промышленных предприятий города.
В советское время на балансе завода находились несколько объектов социальной инфраструктуры (в частности, городские средние общеобразовательные школы № 13 и № 14 и детско-юношеский клуб).

### После 1991
После провозглашения независимости Украины завод был реорганизован в закрытое акционерное общество. В середине 1990-х годов завод создал совместное предприятие с немецкой компанией «Prettl-Kabelkonfektion», которому передали один из двух основных производственных корпусов завода (бывший цех автожгутов). Владельцем 40 % акций совместного предприятия стала «Prettl-Kabelkonfektion», ещё 40 % перешло в собственность инвестиционному фонду «Western NIS Enterprise Fund» из США, 20 % акций остались в собственности украинской стороны. В 2000 году завод был реорганизован в общество с ограниченной ответственностью. Ассортимент выпускаемой продукции расширился (на совместном предприятии было освоено производство проводов для автомашин Mercedes, Opel, Skoda и некоторых моделей японского производства), но общие объемы производства в 1992—2010 сократились.
В 2012 году новый собственник совместного предприятия (американская компания «Commercial Vehicle Group», к которой перешли активы немецкой «Prettl») перенес производство жгутов автомобильных проводов из Каменец-Подольского во Львов.

На протяжении 15 лет, после создания совместного предприятия с «Prettl-Kabelkonfektion», директором предприятия был немец Андреас Цинн. После ребрендинга в 2023 году и смены начальства, завод сменил название на FIT VOLTAIRA, а новым директором завода стал итальянец Петер Фадигати. 